# 伊府麺

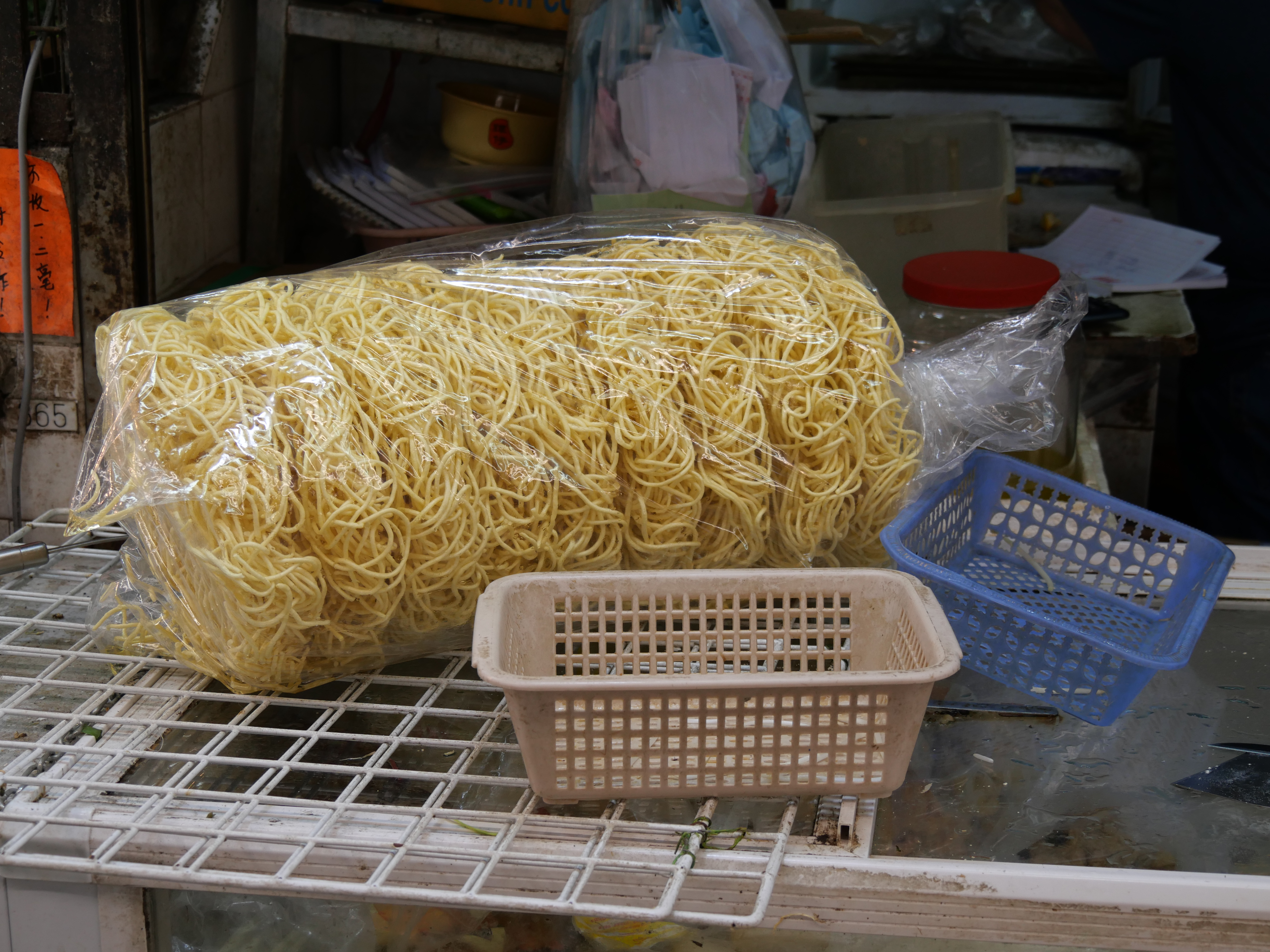
市販される伊府麺（香港元朗区）

伊府麺（イーフーミエン、伊府面とも）は、中国の麺の1つ。伊麺（イーメン）とも呼ばれる。こんにちのインスタント麺にも似る。

## 概要
広州に端を発する卵と小麦粉を練った全蛋麺を茹でてから揚げたものである。麺の幅は5ミリメートルほどの平打ち麺であるが、油で揚げることで麺の中の水分が抜けてボリュームが増す。食べる際には湯がいてから調理することで、独特の食感が生まれる。

## 発祥
発祥については以下の様にいくつかの伝承がある。
- 「伊家の麺」の意味で、清代の伊秉綬（中国語版）（1754年-1815年）の家庭で作られた[3]。
- 伊秉綬が宴席を設けた時に料理人が誤って全蛋麺を油鍋の中に落としてしまったが、そのまま麺を引き上げてスープに浸けて宴席に出したところ、来客たちから絶賛された[4]。

## ギャラリー

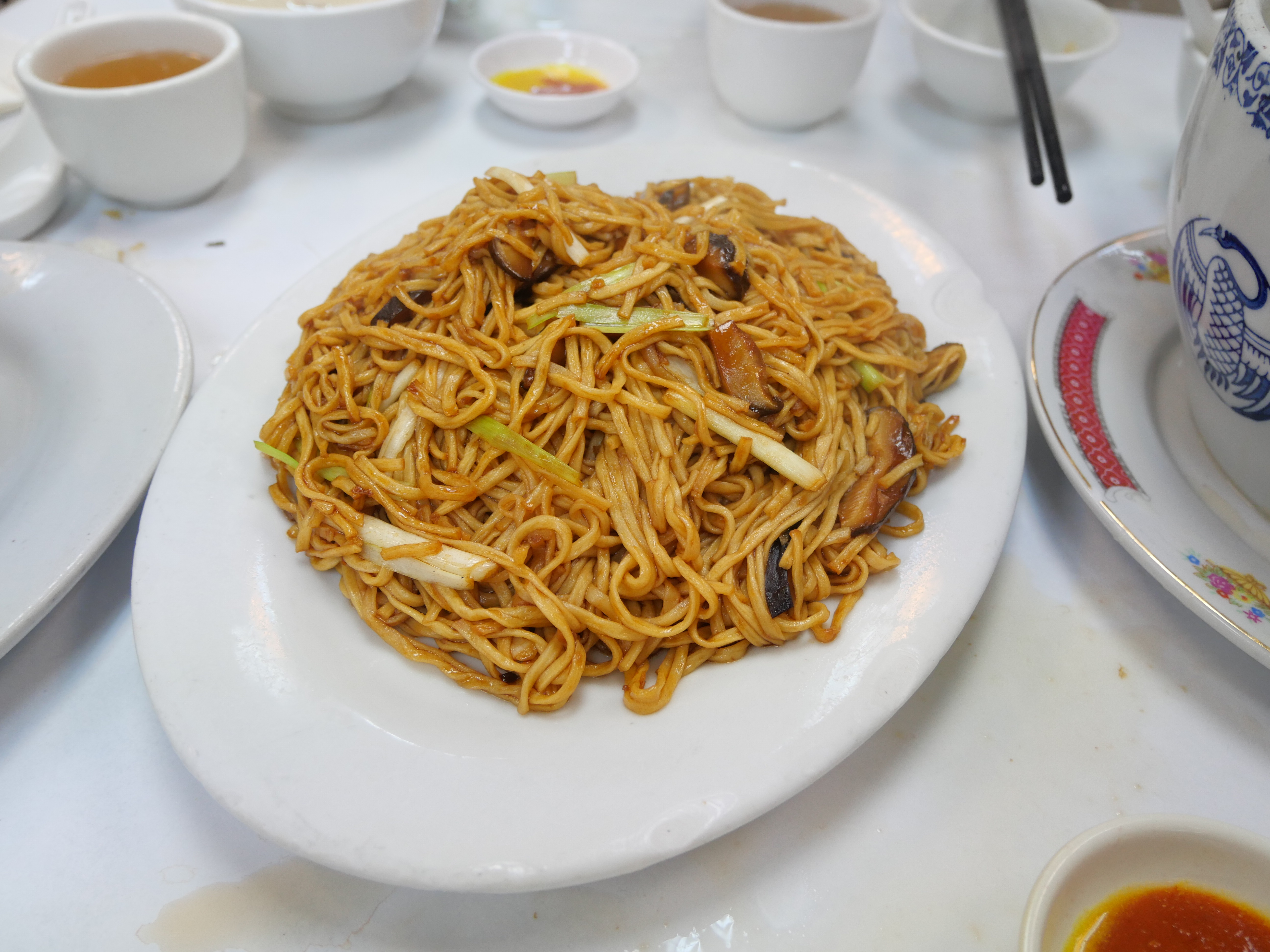
乾燒伊麵
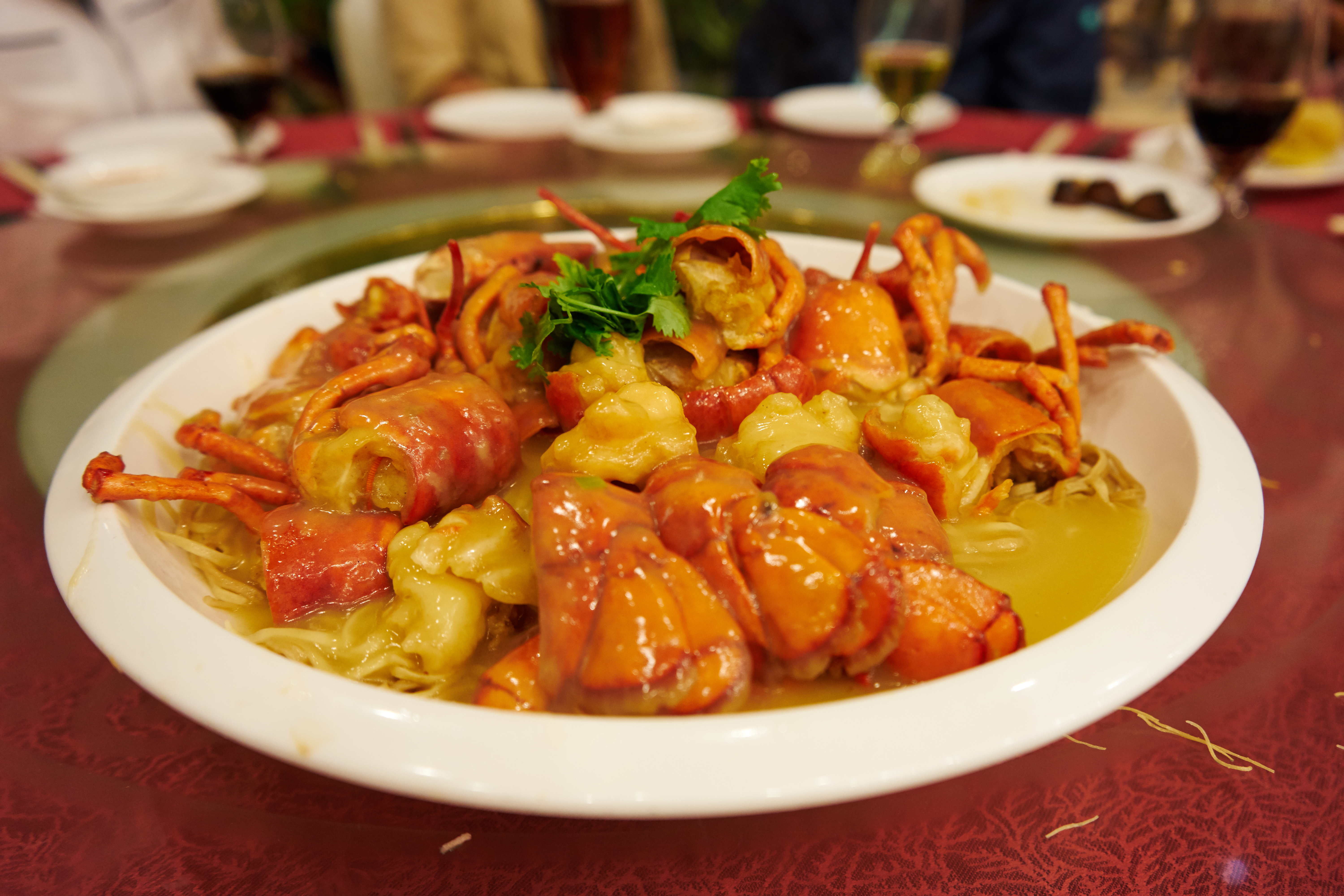
上湯龍蝦伊麵
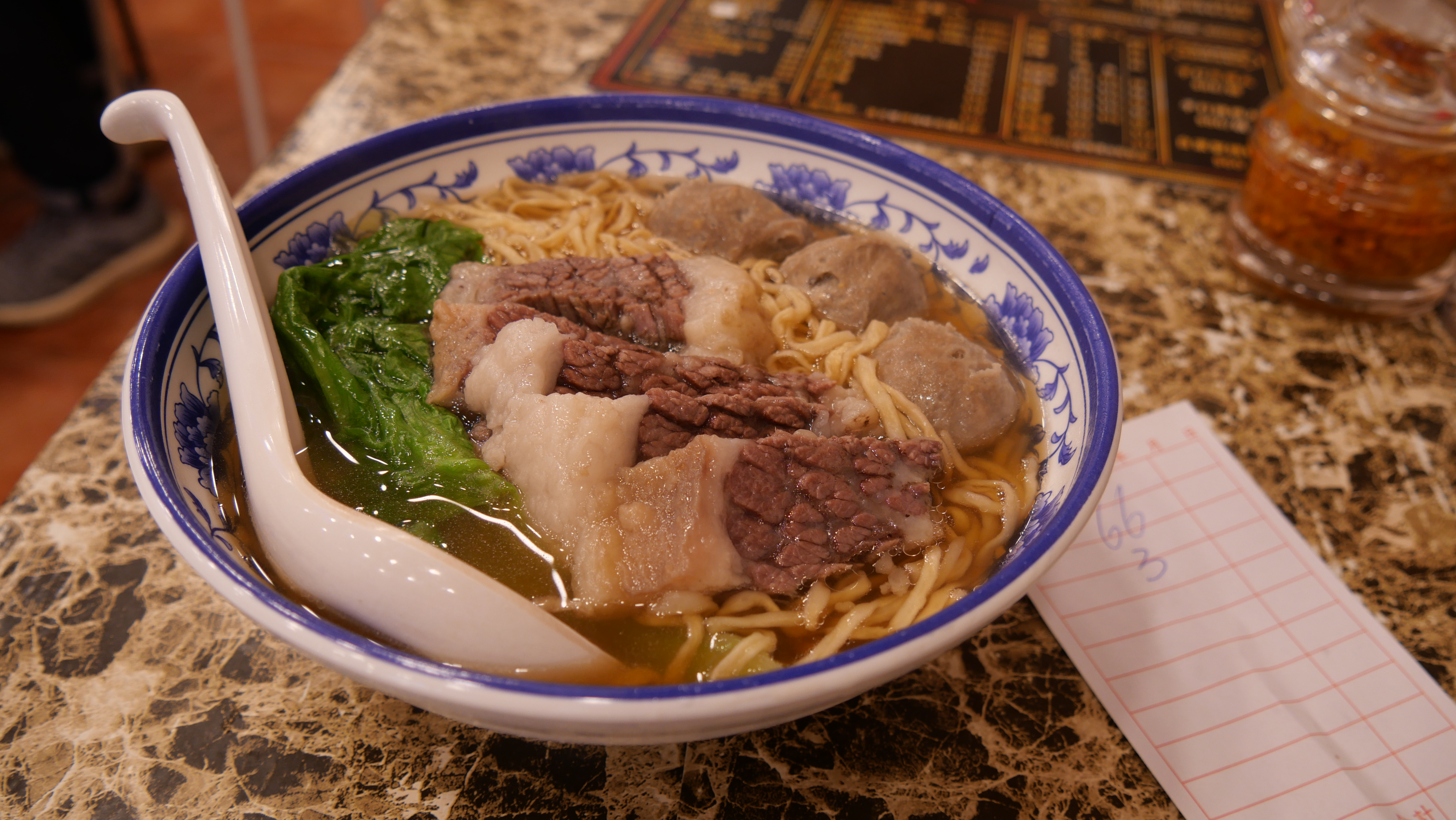
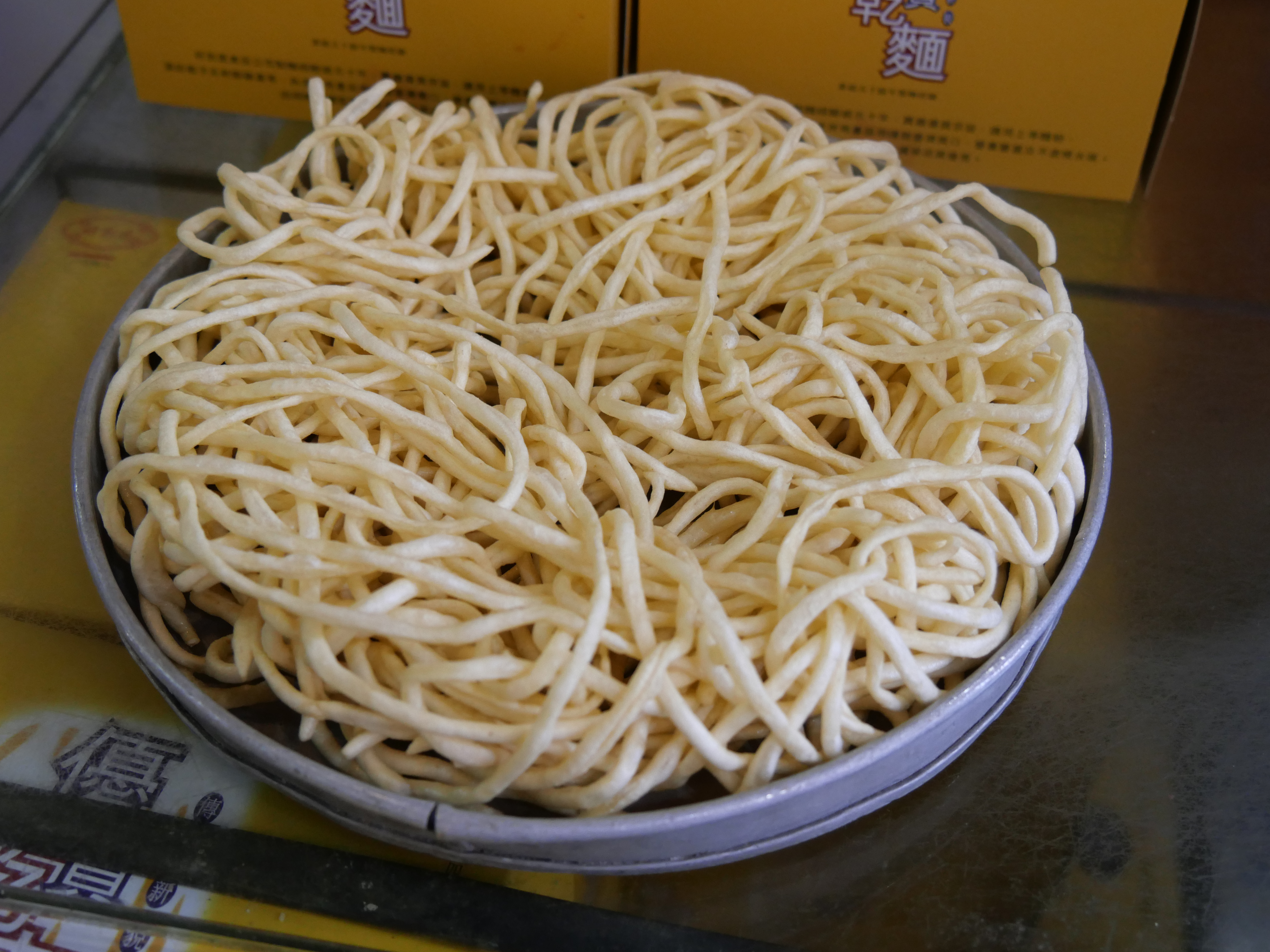
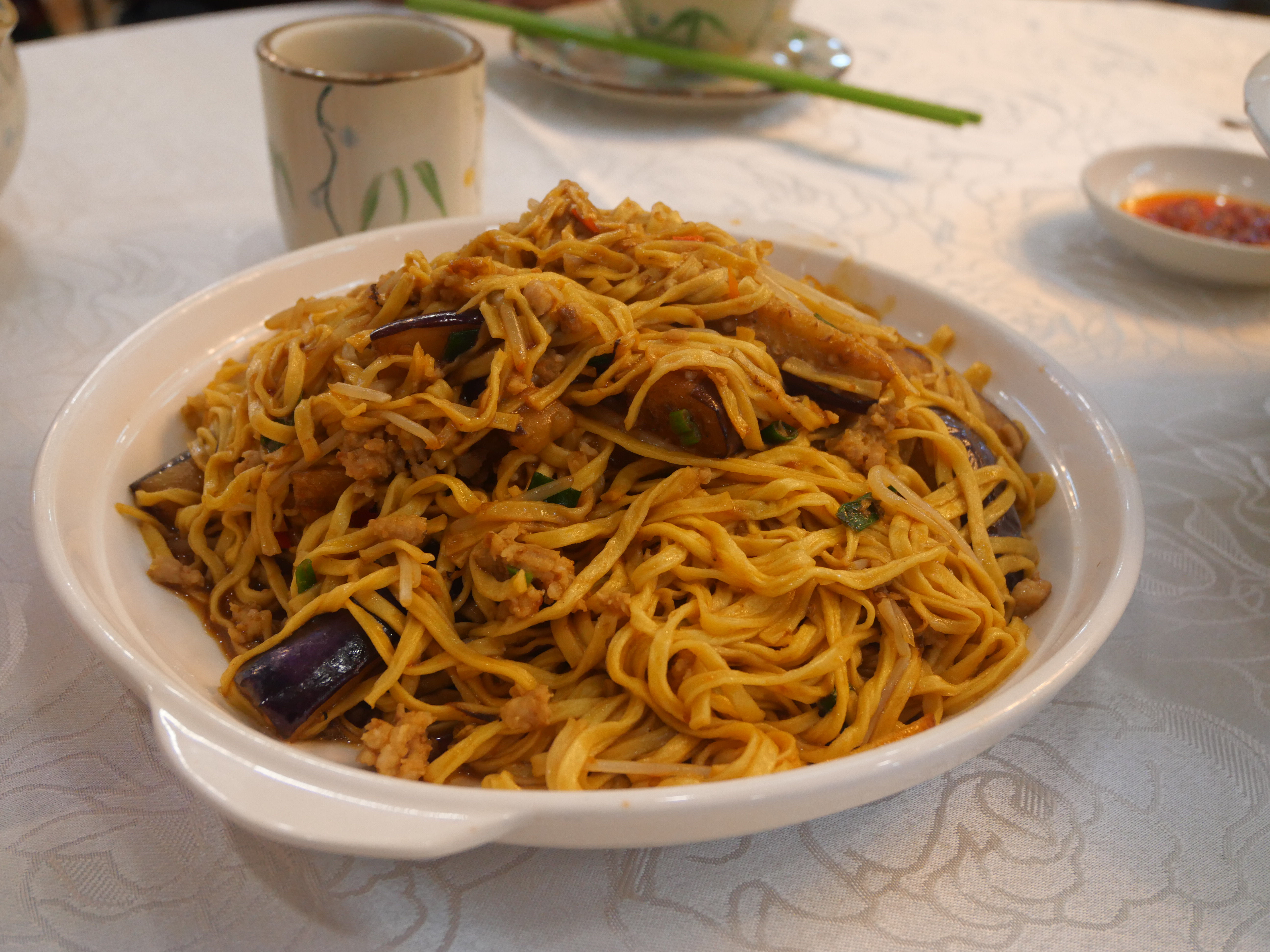
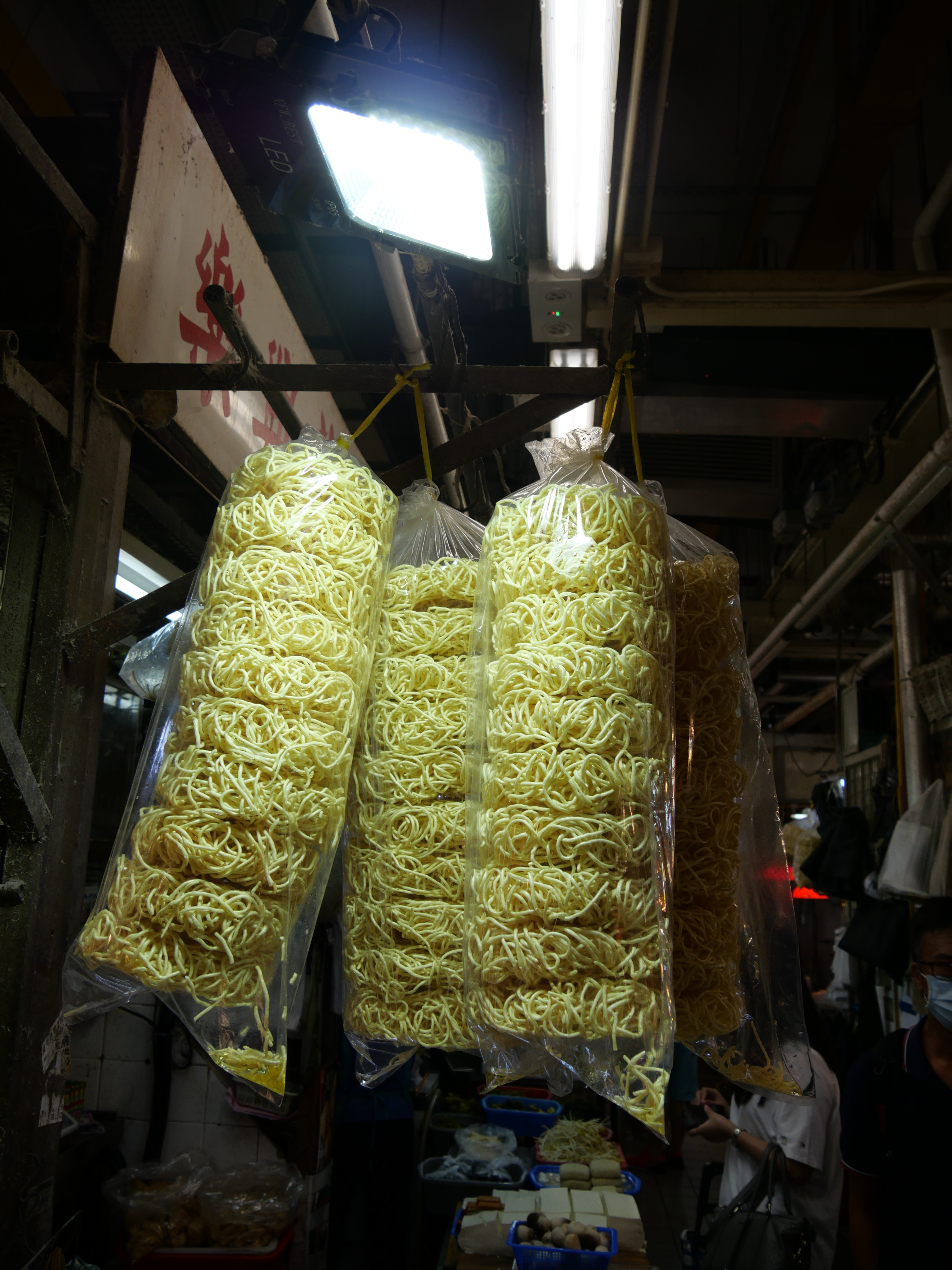
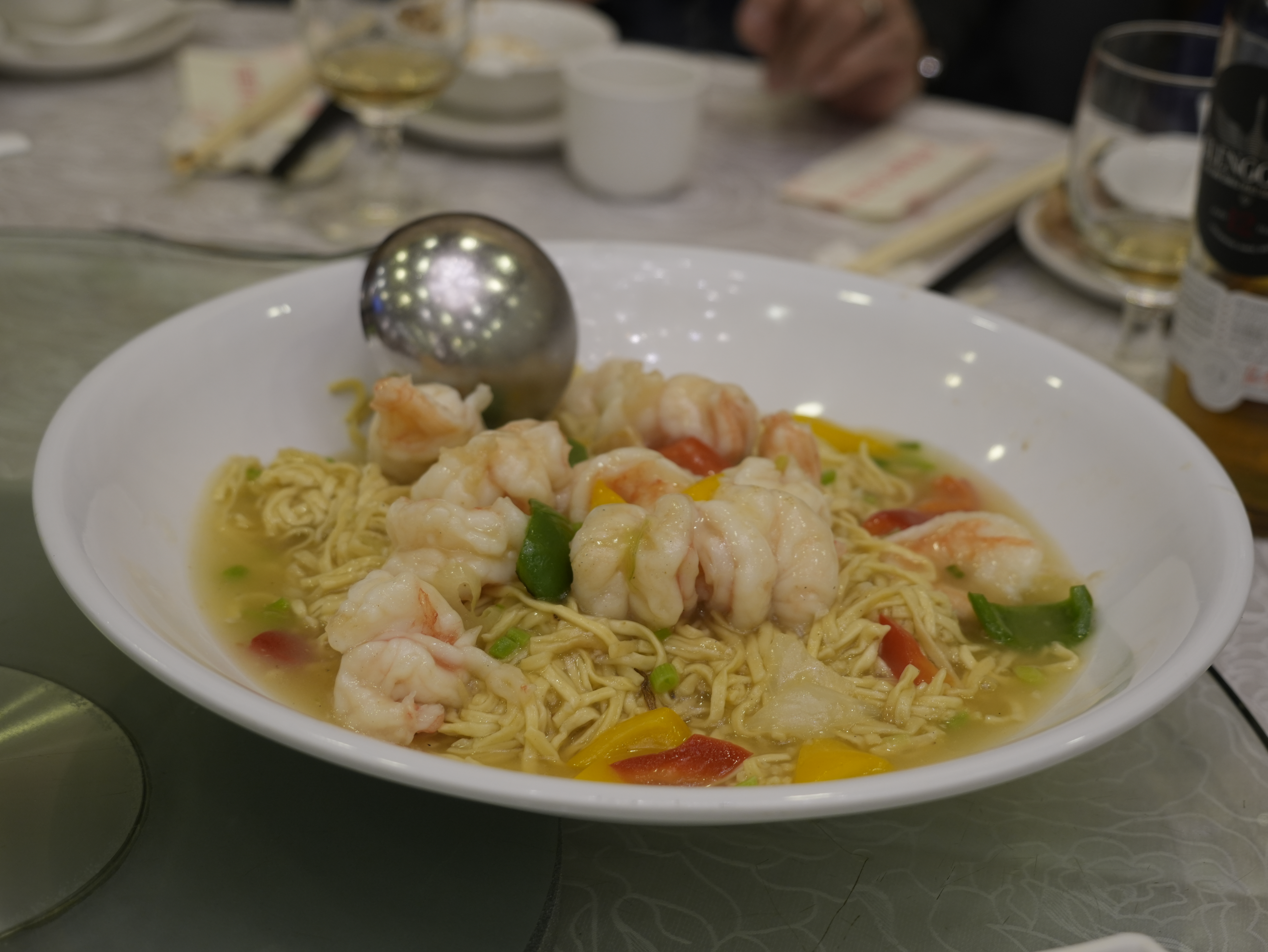
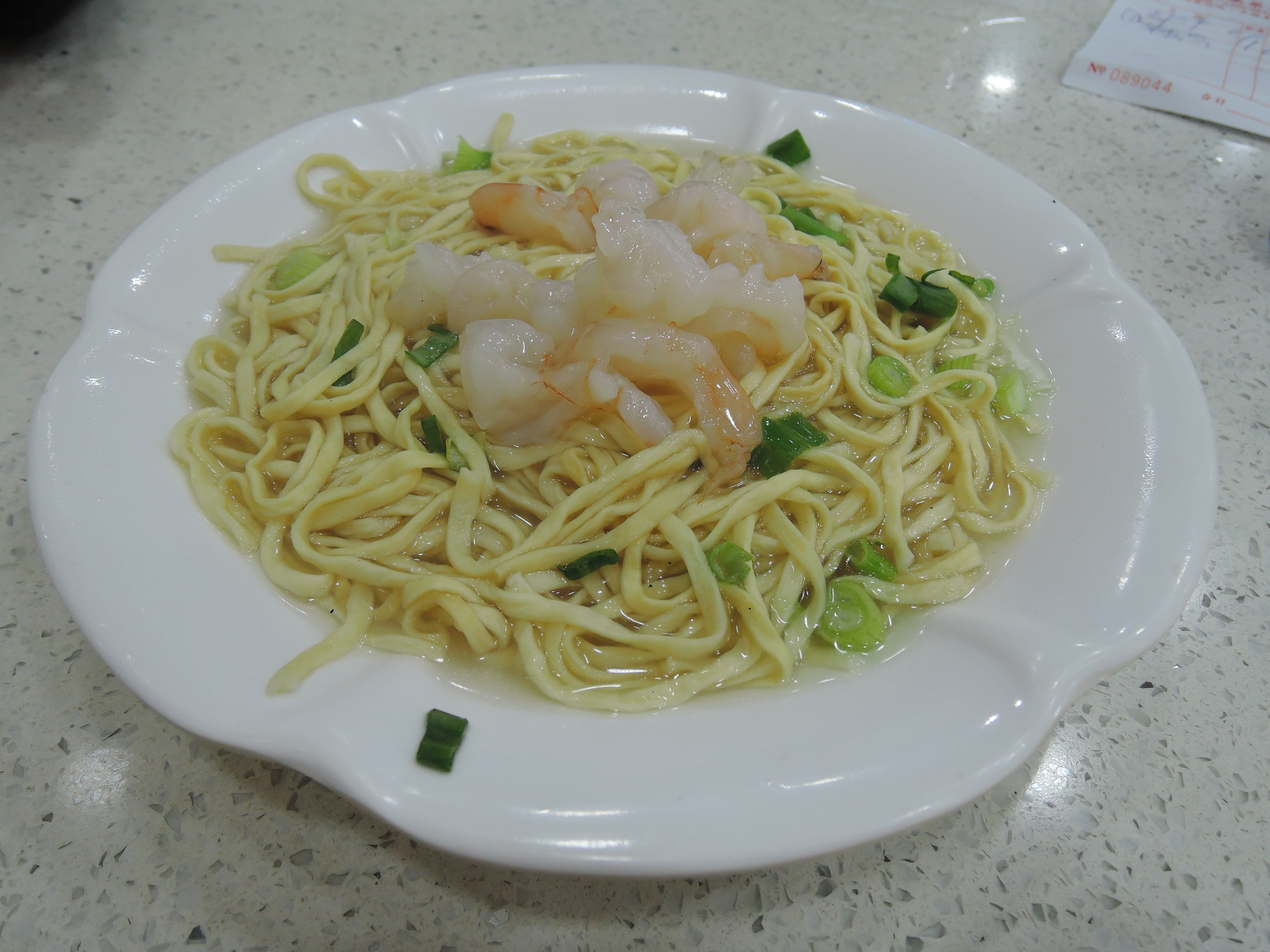
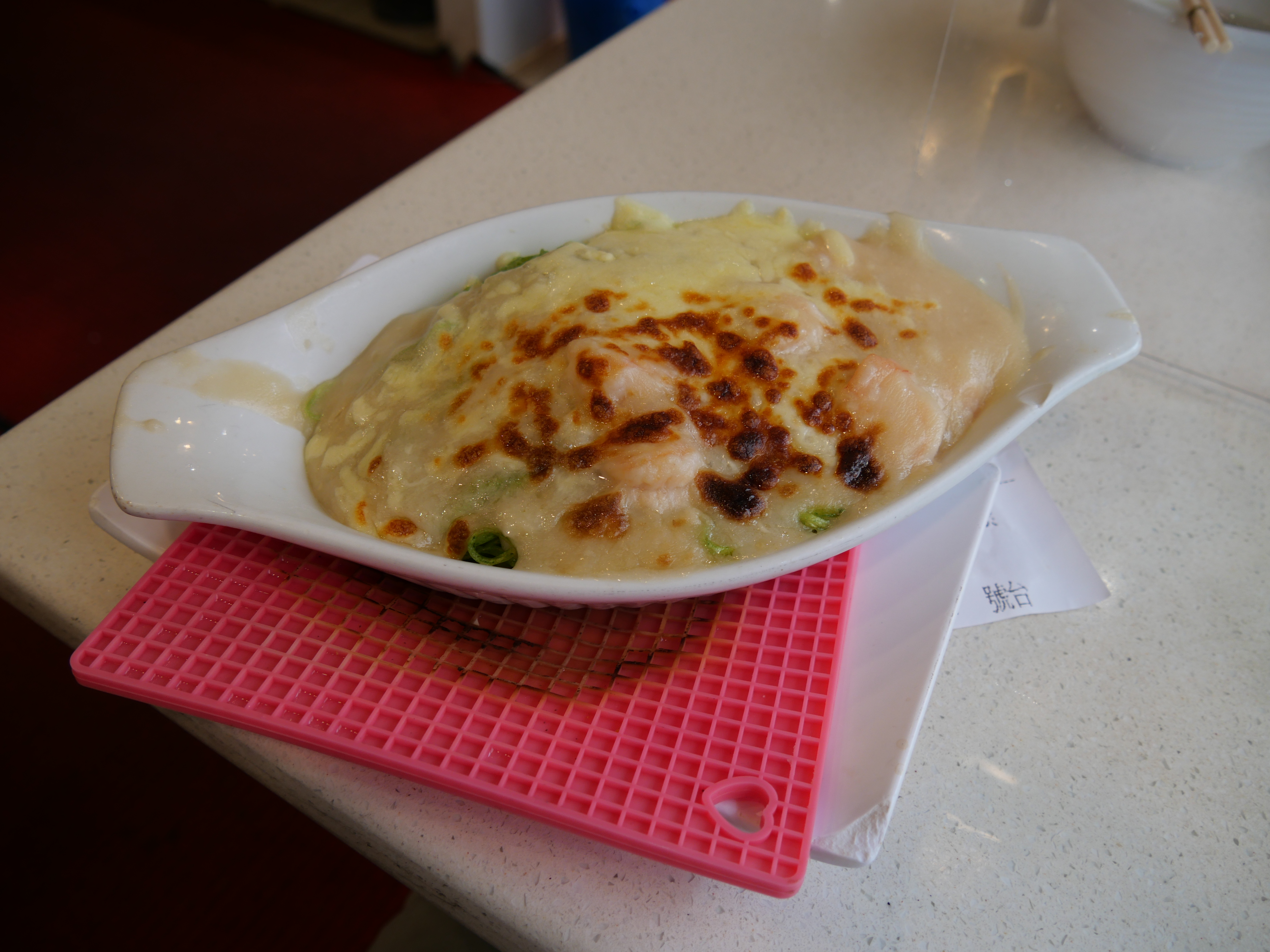
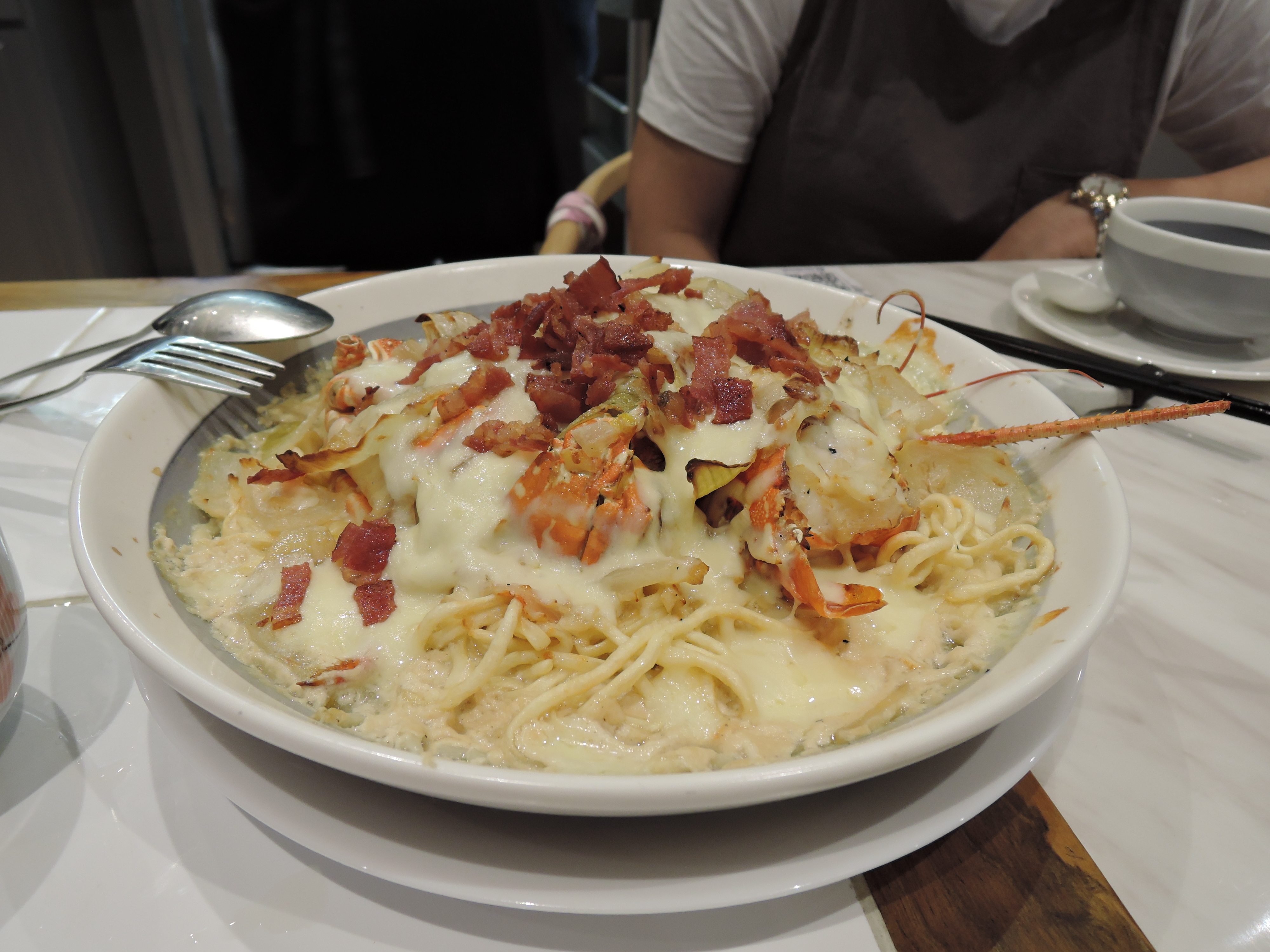
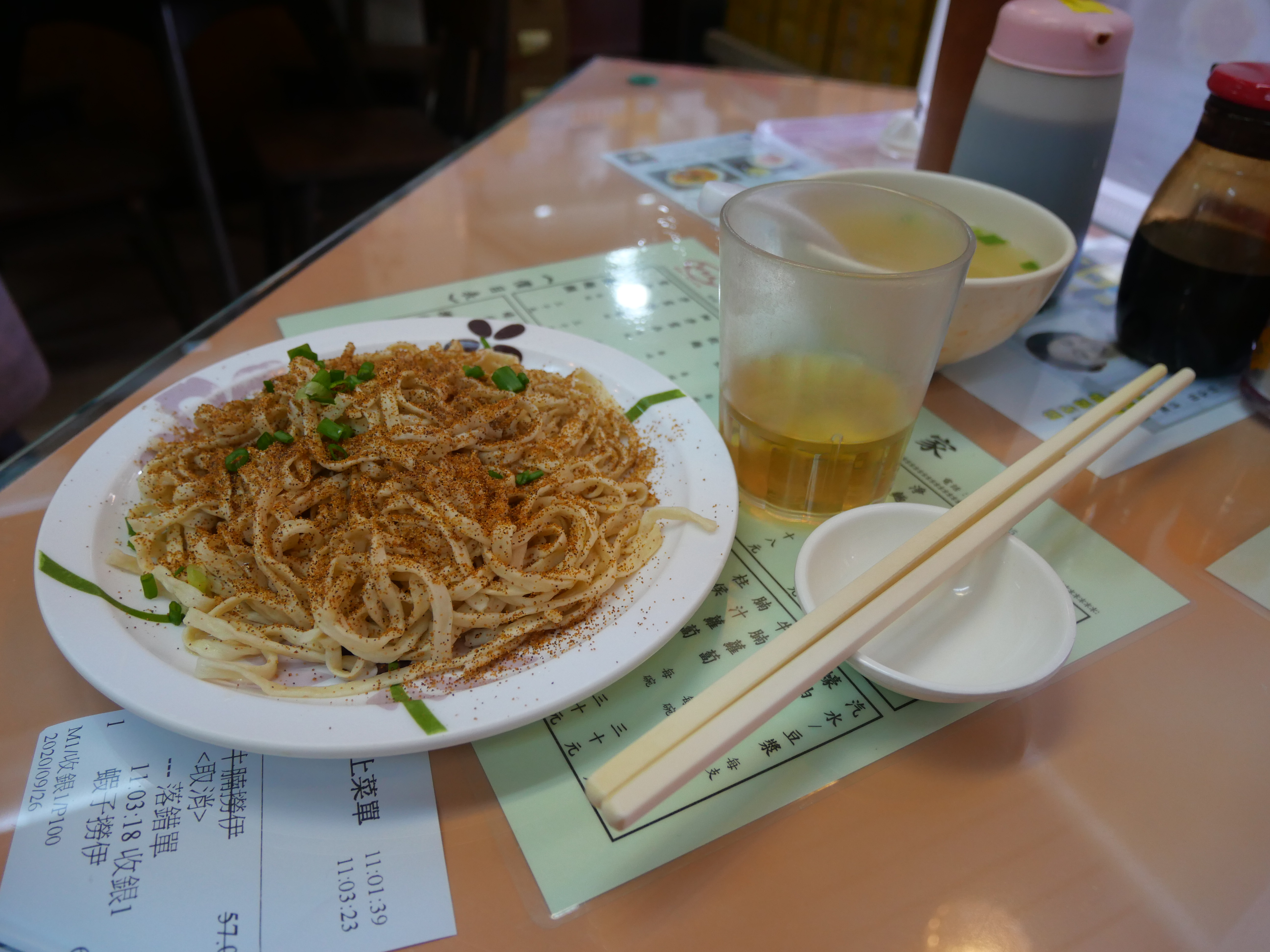
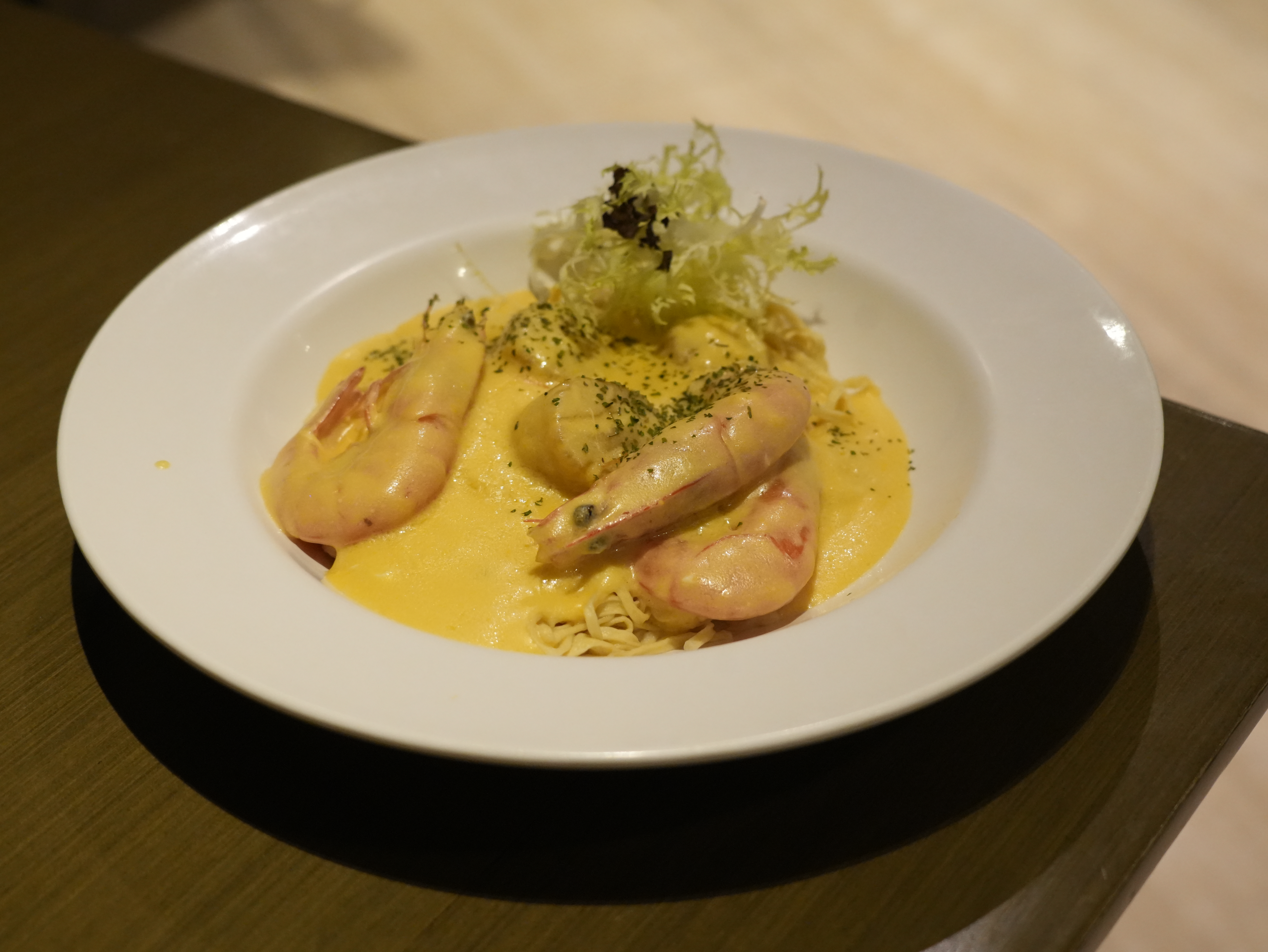